# 더 클래식
더 클래식(The Classic)은 1994년 더클래식을 결성하고 첫 앨범을 출시했다. 김광진, 박용준으로 구성된 남성 듀오이다.

## 더 클래식 1집 '마법의 성'

### 수록곡
- 마법의 성
- 오비이락(烏飛梨落)
- 그대의 향기
- Jerry Jerry Go Go
- 그녀의 모든 아침
- 뭐 그렇지
- 서툰 이별
- 엘비나
- 마법의 성(Kid ver.)
- 이별 덤덤
- 문제아
- 마법의 성(Sing-Together ver.)

### 마법의 성
더 클래식 1집의 타이틀곡 〈마법의 성〉은 김광진이 작사·작곡을 했으며, 가사는 페르시아의 왕자를 즐기던 중 얻은 아이디어라고 밝혔다.
음반에는 더 클래식이 부른 것과 김광진과 당시 13세였던 백동우가 부른 ‘키드 버전(Kid ver.)’, 그리고 ‘싱투게더 버전(Sing-Together ver.)’ 세 곡이 있다.
그 밖에 〈마법의 성〉을 녹음한 가수로는 다음이 있다.
- 이승환(1997)
- 애즈원(2000)
- 서영은(2004)
- 동방신기(2004)

## 더 클래식 2집 '여우야'
1995년 더 클래식의 2집 여우야가 발표되었다.
시대를 앞서가는 멜로디 연주로 2014년까지 수많은 뮤지션들이 리메이크하면서 많은 사랑을 받았는데 해당 노래를 리메이크한 뮤지션 중의 하나인 여성 2인조 그룹 '버튼'은 SBS 공채 5기 탤런트 출신 정나온 (본명 정진경)이 속해있었다.
김광진, 박용준의 능력을 모두 뽐낸 음반이라 할 수 있다.

### 수록곡
- 두렵지 않아
- 여우야 (女雨夜)
- Symphony No.5 전쟁과 사랑
- 송가 (送歌)
- 졸업
- 기행곡
- 노는게 남는 거야
- 내 슬픔만큼 그대가 행복하길
- 용서해
- 우연? 운명!

## 더 클래식 3집 '해피 아-워'
1997년 더클래식 3집 해피아워가 발매되었다. 3집에서 타이틀 곡은 해피아워였지만, 많은 사람들이 첫 번째 트랙인 "시간이 사랑을 잊은 이야기"라는 노래를 많이 기억하고 있다.

### 수록곡
- 시간이 사랑을 잊은 이야기
- Happy Hour-꺼벙이의 일기
- Sera (In Las Vegas)
- 권유
- 많은 것을 원한 건 아니야
- 살리에르의 슬픔
- 생각해 봐
- 어렵군요
- 뭐하니?
- 외로움